# أبونصر (سرتشهان)
أبونصر (بالفارسية: ابونصر) هي قرية تقع في إيران في قسم سرتشهان الريفي. يقدر عدد سكانها بـ 141 نسمة بحسب إحصاء 2016.